# Гемінгвей (Південна Кароліна)
Гемінгвей (англ. Hemingway) — місто (англ. town) в США, в окрузі Вільямсберг штату Південна Кароліна. Населення — 504 особи (2020).

## Географія
Гемінгвей розташований за координатами 33°45′12″ пн. ш. 79°26′47″ зх. д. / 33.75333° пн. ш. 79.44639° зх. д. (33.753433, -79.446279).  За даними Бюро перепису населення США в 2010 році місто мало площу 2,20 км², уся площа — суходіл.

## Демографія
Згідно з переписом 2010 року, у місті мешкало 459 осіб у 202 домогосподарствах у складі 138 родин. Густота населення становила 208 осіб/км².  Було 233 помешкання (106/км²).
Расовий склад населення:
| - 57,7 % — білих - 34,6 % — чорних або афроамериканців - 1,7 % — азіатів - 3,7 % — осіб інших рас |

До двох чи більше рас належало 2,2 %. Частка іспаномовних становила 7,2 % від усіх жителів.
За віковим діапазоном населення розподілялося таким чином: 20,3 % — особи молодші 18 років, 57,3 % — особи у віці 18—64 років, 22,4 % — особи у віці 65 років та старші. Медіана віку мешканця становила 47,1 року. На 100 осіб жіночої статі у місті припадало 80,7 чоловіків;  на 100 жінок у віці від 18 років та старших — 71,0 чоловіків також старших 18 років.
Середній дохід на одне домашнє господарство  становив 54 955 доларів США (медіана — 32 656), а середній дохід на одну сім'ю — 65 370 доларів (медіана — 41 797). Медіана доходів становила 31 607 доларів для чоловіків та 34 643 долари для жінок. За межею бідності перебувало 24,8 % осіб, у тому числі 70,1 % дітей у віці до 18 років та 9,8 % осіб у віці 65 років та старших.
Цивільне працевлаштоване населення становило 172 особи. Основні галузі зайнятості: освіта, охорона здоров'я та соціальна допомога — 25,0 %, виробництво — 20,9 %, роздрібна торгівля — 19,2 %.